# Terminal Turístico Náutico da Bahia
O Terminal Turístico Náutico da Bahia (TTNB), Terminal Náutico da Bahia ou Centro Náutico da Bahia (CENAB), é uma estação do transporte aquático localizado na Avenida da França, no bairro do Comércio, em Salvador, capital do estado brasileiro da Bahia. Situada próximo ao cais do Porto de Salvador, à Bahia Marina e ao Terminal Hidroviário de São Joaquim, tem capacidade para até 42 embarcações de até 80 pés. Como estação aquaviária, possui movimentação de 300 mil passageiros por mês. Além da função no transporte público, há operações com escunas de turismo e embarcações particulares atracadas na marina do terminal e apoio a eventos esportivos náuticos.
Do TTNB partem lanchas, escunas e catamarãs de duas linhas aquaviárias que atravessam a Baía de Todos os Santos. Em direção à Ilha de Itaparica, funciona a travessia Salvador-Mar Grande em operação pelas empresas Vera Cruz Transportes e Serviços Marítimos e a CL Empreendimentos. E em direção ao Arquipélago de Cairu, há a travessia Salvador-Morro de São Paulo operada pela Associação dos Transportadores Marítimos da Bahia (ASTRAMAB). Há ainda uma linha aquaviária turística que liga o TTNB ao Terminal Hidroviário de Ponta de Nossa Senhora, saindo às nove horas e retorna de Ponta de Nossa Senhora às 17 horas.
O terminal hidroviário tem sua operação concedida, pelo governo estadual, por meio do Contrato de Concessão de Uso Agerba n.º 08/2013, à empresa Socicam Náutica e Turismo por 25 anos, desde setembro de 2013, com a exigência de requalificação e investimentos no valor de 3,3 milhões de reais. A requalificação foi concluída em outubro de 2016, com a entrega de nove estações de bilhetagem, centro de controle de operações (CCO), catracas eletrônicas, elementos de acessibilidade e conforto, novo sistema de refrigeração, novas instalações no banheiro e elevador. A partir das intervenções, os espaços nos pisos superiores ao térreo (salões e terraço) foram destinados a eventos.